# スタニスラフ・ヴルチェク
スタニスラフ・ヴルチェク（Stanislav Vlček, 1976年2月26日 - ）は、チェコ・中央ボヘミア州ヴラシム出身の元同国代表サッカー選手。現役時代のポジションはFW。
チェコ代表としては、U-19で2試合、U-21で7試合、フル代表で14試合に出場しており、EURO2008にも招集された。

## 所属クラブ
- FCボヘミアンズ・プラハ 1992-1995
- SKディナモ・チェスケー・ブジェヨヴィツェ 1995-1997
- SKシグマ・オロモウツ 1997-2003
- FCディナモ・モスクワ 2004
- SKスラヴィア・プラハ 2004-2007
- RSCアンデルレヒト 2007-2009
- SKスラヴィア・プラハ 2009-2013